# Merville (Haute-Garonne)
Merville település Franciaországban, Haute-Garonne megyében. Lakosainak száma 6640 fő (2022. január 1.). Merville Grenade, Larra, Montaigut-sur-Save, Daux, Aussonne, Seilh, Gagnac-sur-Garonne és Saint-Jory községekkel határos.

## Népesség
A település népességének változása:
| Lakosok száma | 1053 | 1929 | 2289 | 3707 | 4979 | 5240 | 5615 | 6054 | 6241 | 6640 |
|               | 1968 | 1982 | 1990 | 2006 | 2013 | 2015 | 2017 | 2019 | 2020 | 2022 |